# Stary Zdrój
Stary Zdrój (allemand : Altwasser) est un quartier de Wałbrzych (Waldenburg) dans la voïvodie de Basse-Silésie en Pologne. Stary Zdrój est située au nord de la ville et est initialement une communauté indépendante et une ville thermale jusqu'en 1873 . En 1919, elle est incorporée à la ville de Waldenburg, qui quitte l'arrondissement de Waldenburg en 1924 et est élevée au rang de ville-arrondissement.

## Géographie
Stary Zdrój est situé dans les montagnes de Wałbrzych (de) sur la route nationale 35 (Droga krajowa 35), qui va de Wałbrzych via Świdnica à Wrocław. Les localités voisines sont Szczawienko (de) et Świebodzice au nord, Lubiechów (Liebichau) au nord-est, Pogorzała (Seirsdorf) à l'est, Dziećmorowice au sud-est, Sobięcin (de) au sud-ouest, Konradów (de) au sud-ouest et Szczawno-Zdrój et Struga au nord-ouest. Au nord-est s'élève le Ptasia Kopa haut de 590 m.

## Histoire

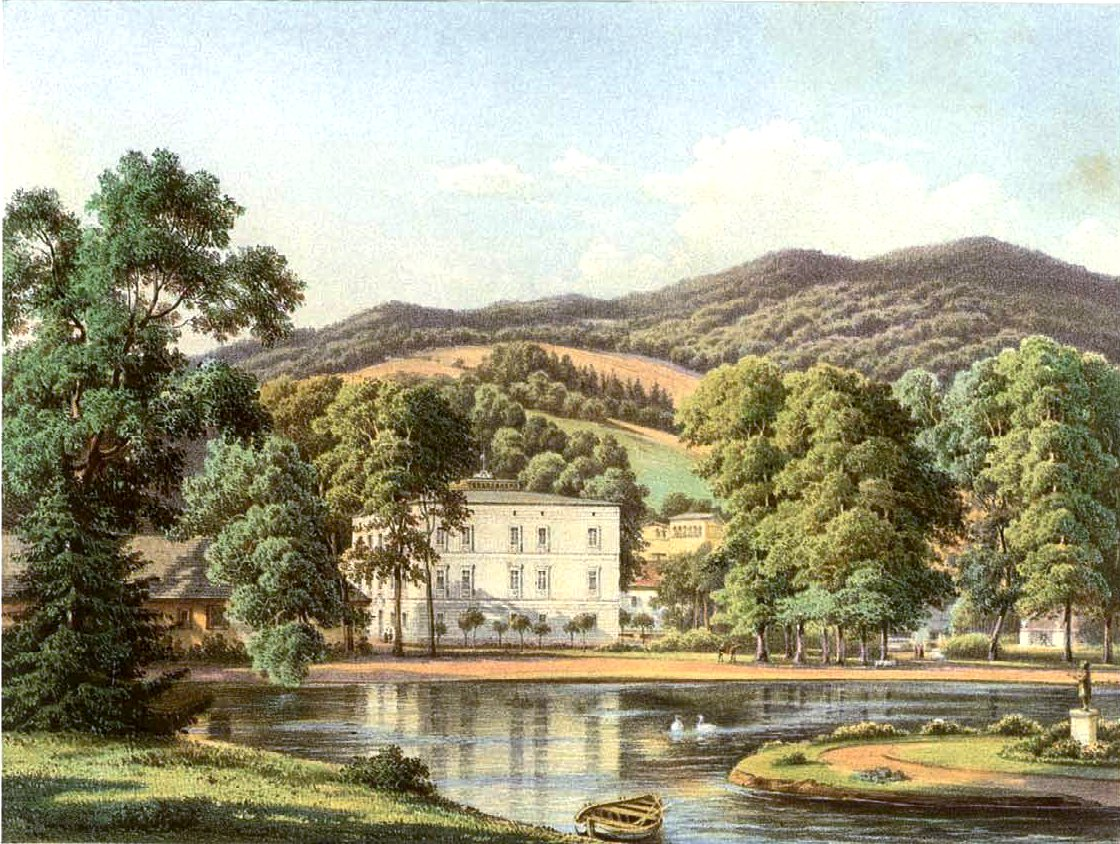
Château d'Altwasser vers 1860, Collection Alexander Duncker

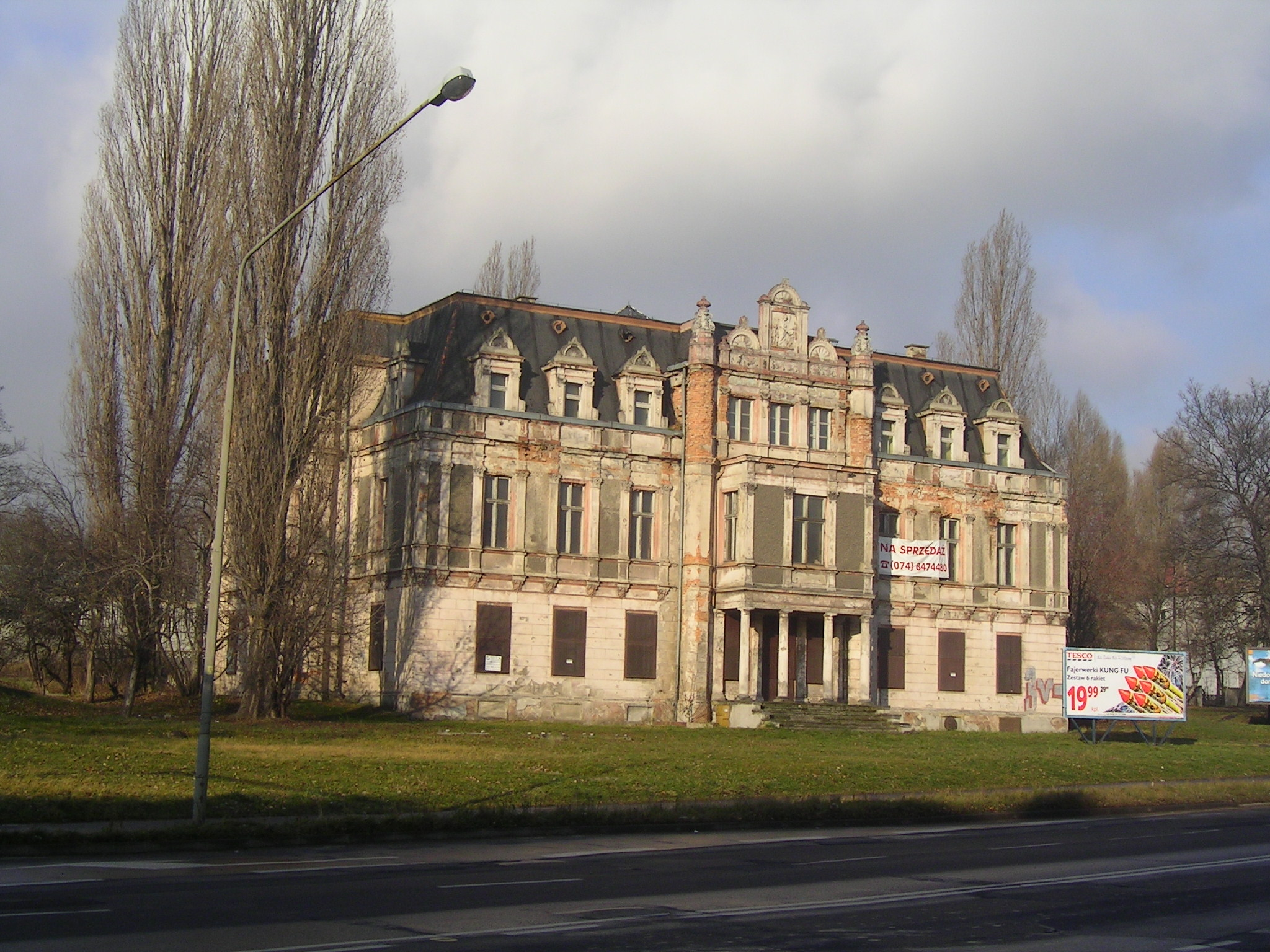
Château d'Altwasser, 2006

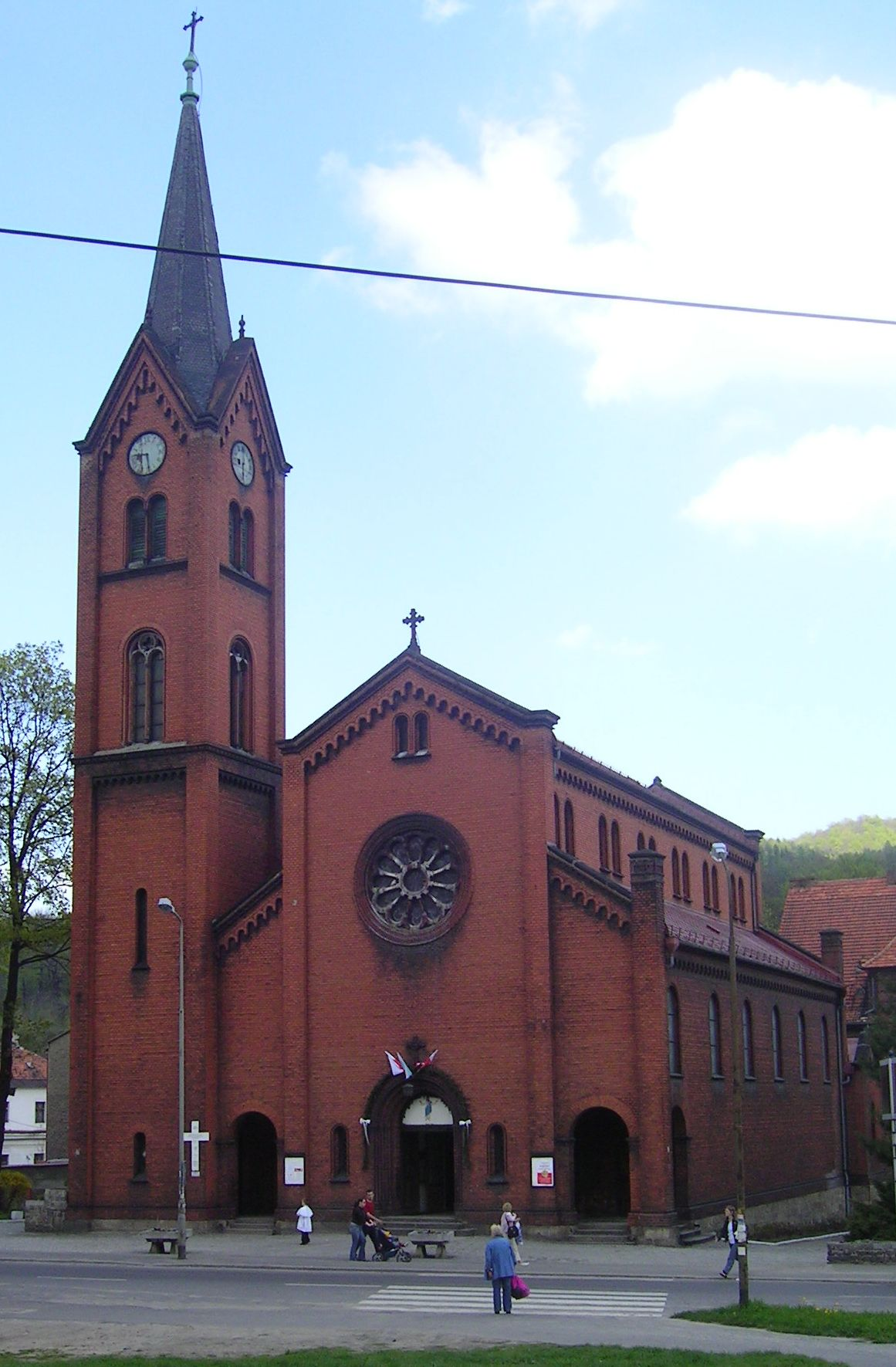
Église de la Résurrection

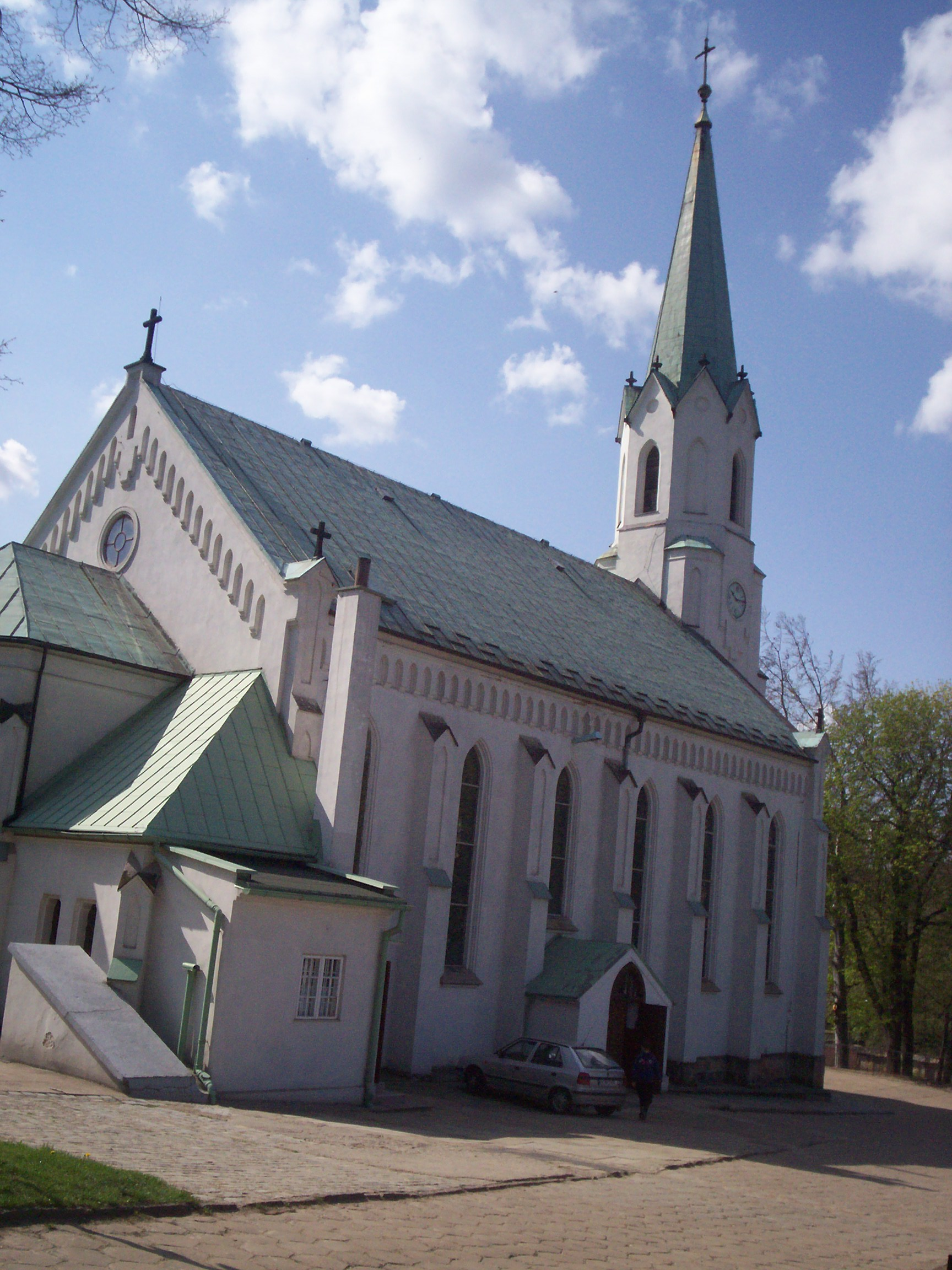
Église Sainte-Barbe

Stary Zdrój est mentionnée pour la première fois en 1357 sous le nom d'Aqua Antiqua. Elle appartient au domaine de chambre du duché de Schweidnitz, avec lequel elle est passée à la Bohême en 1392. Elle est ensuite concédée en fief par le roi de Bohême à des nobles de Bohême et de Silésie, puis en héritage à partir de 1412. L'exploitation des mines d'argent est connue depuis 1366. En 1584, l'empereur Rodolphe II accorde à Bernhard von Kuhl auf Kammerau le privilège d'exploiter la houille de la mine Segen-Gottes-Grube. Très tôt, les sources thermales acquièrent une importance économique. À partir de 1688, Altwasser est la propriété du gouverneur de l'État, Georg Moritz von Rohr und Stein (de), qui construit les premières installations de bains. Le premier médecin de la fontaine est probablement le physicien de l'arrondissement de Schweidnitz, Kaspar Thym. En 1710, Altwasser est acheté par le percepteur de Schweidnitz Hans Friedrich von Zedlitz (de), qui échange ses possessions antérieures à Wüstewaltersdorf avec Georg Moritz von Rohr. Hans Friedrich von Zedlitz s'efforce de développer les installations thermales et engage un maître fontainier pour s'occuper des sources thermales et des curistes. En 1718, Altwasser est acheté par un seigneur de Mohrental, qui le vend la même année à la baronne Rosina von Schwanenberg. Elle fait construire des auberges et des logements pour les baigneurs. En 1742, elle lègue Altwasser à son fils, le comte Harbuval de Chamaré.
Après la première guerre de Silésie en 1742, Altwasser est tombé aux mains de la Prusse avec la Silésie. En 1751, Altwasser passe à Franz Josef von Mutius, qui en 1788 le lègue à son fils, le conseiller judiciaire Franz Joseph von Mutius (mort en 1813). Il agrandit les installations thermales, agrandit la maison de la promenade et construit plusieurs maisons thermales et deux bains publics. La Friedrichsquelle est découverte en 1771, la Wiesenquelle en 1798-1802, la Georgsbrunnen en 1824 et la Luisenquelle en 1857. En conséquence, le nombre de baigneurs augmente continuellement. En 1831, le baigneur le plus connu est probablement le roi prussien Frédéric-Guillaume IV. Après la réorganisation de la Prusse, Altwasser appartient à la province de Silésie depuis 1815 et est incorporée à l'arrondissement de Waldenburg à partir de 1818. Pour l'année 1840, il est prouvé que : Un hôpital, deux auberges, un établissement de bains et de fontaines, une fontaine acide avec cinq sources, trois maisons de bains, une maison de société, une colonnade de buvettes, trois maisons seigneuriales et 18 autres maisons d'hébergement.
En 1870, la famille von Mutius loue les bains à un consortium de communes qui doit faire d'Altwasser une station thermale moderne. Mais peu de temps après, les sources se tarissent en raison du creusement de la Segen-Gottes-Grube (de), si bien que l'exploitation des bains s'arrête en 1873. Avant cela, Altwasser est déjà devenu un site industriel moderne, avec notamment les entreprises « Porcelain Factory C. Tielsch & Co. (de) », « Flachsgarnspinnerei Petzold und Hoffmann » et « Carlshütte ». En raison de la forte augmentation de la population, l'église catholique Sainte-Barbe est construite en 1871 et l'église protestante un an plus tard. Avec 16 021 habitants, Altwasser est rattachée à Waldenburg en 1919, avec laquelle elle partage la suite de son histoire. Après le passage à la Pologne, elle est rebaptisée Stary Zdrój en 1945 et est restée un quartier de Wałbrzych.

## Caractéristiques touristiques
- La maison thermale "Löwenhaus" (Dom zdrojowy) est construite sous Bernhard von Mutius vers 1800 et rénovée après un incendie en 1996. À l'étage supérieur, il y a une salle représentative avec des côtés étroits arrondis et des niches d'angle ainsi qu'un plafond en miroir avec une décoration de cadre en stuc.